# 엑스마르세유프로방스 메트로폴

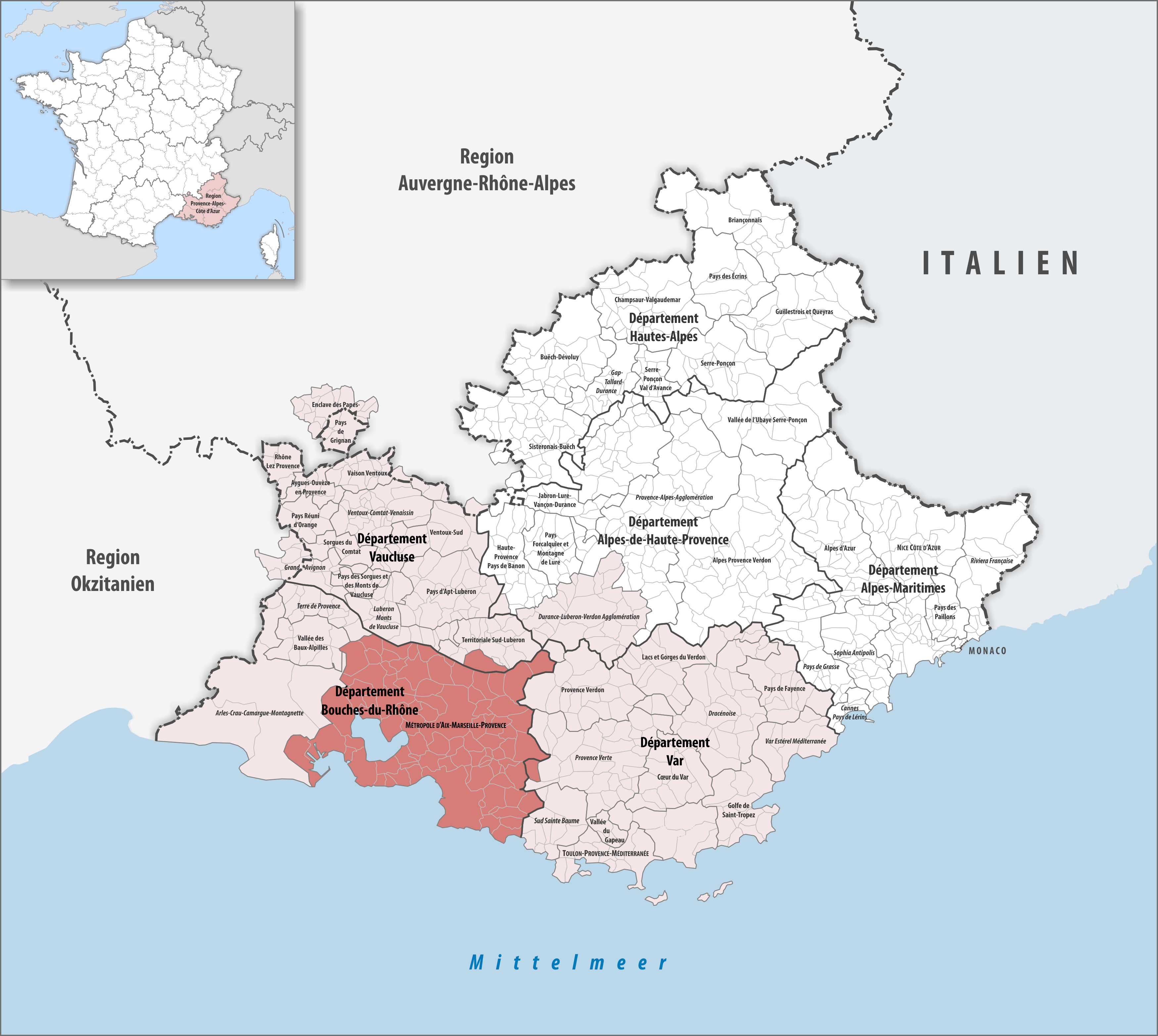
프로방스알프코트다쥐르 내 위치

엑스마르세유프로방스 메트로폴(프랑스어: métropole d'Aix-Marseille-Provence)은 프랑스 동남부의 마르세유와 엑상프로방스를 중심으로 한 메트로폴 (코뮌 통합지자체)이다. 프로방스알프코트다쥐르 레지옹의 부슈뒤론주, 보클뤼즈주, 바르주에 걸쳐 있다.
2016년 1월 기존의 마르세유 프로방스 메트로폴 도시공동체와 5개 통합공동체를 통합하여 출범하였으며, 면적은 3149km²에 달한다. 인구는 2018년 기준으로 1,889,666명에 달하며 그 가운데 마르세유 시민은 868,277명, 엑상프로방스 시민은 143,097명에 달한다.

## 역사
2016년 1월 다음의 복합공동체를 통합하여 만들어졌다.
- 마르세유 프로방스 메트로폴 도시공동체
- 페이덱스 통합공동체
- 아글로폴 프로방스
- 웨스트 프로방스
- 페이도바뉴에드레투알 통합공동체
- 페이드마르티그 통합공동체

## 관할 코뮌
엑스마르세유프로방스 메트로폴는 총 92개 코뮌을 관할하고 있다. 이 가운데 90개는 부슈뒤론주에 속하며, 나머지 2개는 각각 보클뤼즈주 (페르튀)와 바르주 (생자샤리)에 속한다.
1. 엑상프로방스
2. 알로슈
3. 알렝
4. 오바뉴
5. 오리올
6. 오롱
7. 라바르방
8. 보르퀴유
9. 벨코덴
10. 베르레탕
11. 부크벨레르
12. 라부이야디스
13. 카브리에스
14. 카돌리브
15. 카르누앙프로방스
16. 카리르루에
17. 카시스
18. 세이레스트
19. 샤를르발
20. 샤토뇌프르루주
21. 샤토뇌프레마르티그
22. 라시오타
23. 코르니용콩푸
24. 쿠두
25. 퀴주레팽
26. 라데스트루스
27. 에기유
28. 앙쉬에라르돈
29. 에이기에르
30. 라파르레졸리비에르
31. 포스쉬르메르
32. 퓌보
33. 가르단
34. 제메노스
35. 지냐크라네르트
36. 그랑
37. 그레아스크
38. 이스트르
39. 주크
40. 라마농
41. 랑베스크
42. 랑송프로방스
43. 말모르
44. 마리냔
45. 마르세유
46. 마르티그
47. 메이라르그
48. 메이뢰유
49. 미메
50. 미라마스
51. 펠리산
52. 레펜미라보
53. 라펜쉬르위본
54. 페르튀
55. 페이니에르
56. 페이팽
57. 페이롤장프로방스
58. 플랑드퀴크
59. 포르드부크
60. 포르생루이뒤론
61. 퓔루비에르
62. 르퓌생트레파라드
63. 로냐크
64. 로뉴
65. 라로크당테롱
66. 로크포르라베둘
67. 로크베르
68. 루세
69. 르로브
70. 생탕토냉쉬르바이용
71. 생카나
72. 생샤마
73. 생테스테브장송
74. 생마르크좀가르드
75. 생미트르레랑파르
76. 생폴레뒤랑스
77. 생사부르냉
78. 생빅토레
79. 생자샤리
80. 살롱드프로방스
81. 소세레팽
82. 세나스
83. 셉템레발롱
84. 시미안콜롱그
85. 르톨로네
86. 트레스
87. 보브나르그
88. 벨로
89. 베넬
90. 방타브랑
91. 베르네그
92. 비트롤